# Kårsberget
Kårsberget är ett naturreservat på berget med detta namn i Hofors kommun i Gävleborgs län.
Området är naturskyddat sedan 2010 och är 66 hektar stort. Reservatet består på toppen av berget av hällmarkstallskog och på sidorna av gran, björk och asp.